# 다이샤카역
다이샤카역(일본어: 大釈迦駅)은 일본 아오모리현 아오모리시에 위치한 동일본 여객철도 오우 본선의 철도역이다. 단선 · 섬식의 형태를 합친 2면 3선 구조의 복합 승강장을 갖춘 지상역이다.

## 타는 곳
| 1 | ■ 오우 본선 | (하행) | 쓰가루신조 · 아오모리 방면 |
| 2 | ■ 오우 본선 | (상행) | 나미오카 · 히로사키 방면   |
| 3 | ■ 오우 본선 | 대피선 | 대피선                     |

## 역 주변
- 국도 제109호선
- 도호쿠 자동차도 나미오카 나들목

## 역사
- 1894년 12월 1일 : 관설철도의 역으로서 미나미쓰가루 군 오스기 촌에 개업.
- 1971년 10월 1일 : 무인화.
- 1987년 4월 1일 : 일본국유철도 분할 민영화에 의해, 동일본 여객철도가 승계.
- 2007년 7월 20일 : 신역사 사용 개시. 동시에 화장실이 철거되었다.
- 2010년
  - 3월 31일 : 간이 위탁 종료.
  - 4월 1일 : 나미오카 역으로부터 히로사키 역으로 관리역이 변경되었다.

## 인접 역
| 동일본 여객철도 오우 본선 | 동일본 여객철도 오우 본선 | 동일본 여객철도 오우 본선 |
| ------------------------- | ------------------------- | ------------------------- |
| 나미오카 요코테 방면      | ■ 오우 본선               | 쓰루가사카 아오모리 방면  |